# Escola Municipal de Bordils
L'Escola Municipal de Bordils és una obra de Bordils (Gironès) inclosa a l'Inventari del Patrimoni Arquitectònic de Catalunya.

## Descripció
És un edifici inicialment estructurat a partir de l'accés central i dues ales laterals que donaven cabuda a les aules per a nens i nenes. Una ampliació recent ha configurat una planta més gran, en forma pentagonal i amb un pati central tancat. L'estructura de l'escala és feta amb parets de càrrega i la coberta és de teula àrab. Les façanes són arrebossades i pintades. Presenten un basament de pedra. Les finestres són verticals, agrupades de tres en tres, amb matxons d'obra vista. L'accés principal és situat a l'encreuament de dos carrers i es remarca amb elements decoratius de caràcter noucentistes. La part de l'edifici primitiu que dona al pati conserva un porxo amb arcades de mig punt.